# ジーオーティー
株式会社ジーオーティー (英語: GOT Corporation) は、東京都港区に本社を置く出版社。DMMグループの1社である。

## 沿革
- 1996年12月 - 会社設立。
- 1997年8月 - 株式会社に組織変更し、出版ルートへ参入[2][3]。
- 1998年 - GOTレーベルからオリジナルビデオ「犬神 月光に狂いし者」「江戸城大奥綺譚」「十字架（クロス）」を販売。
- 1999年
  - 11月 - 書籍の発行を開始[4]。
  - 12月 - 出版ルートでの有限会社ベガファクトリーのビデオ販売を受託[5]。
- 2000年
  - 3月 - 新宿アイランドタワーに本社移転。
  - 5月 - 『月刊DMM』を創刊。
- 2001年
  - 4月 - 出版ルートでのラインコミュニケーションズのビデオレーベル「I-ONE」の販売を受託[6]。
  - 12月 - DooGA・ベガファクトリー・ラインコミュニケーションズのビデオ情報サイト『アイドルTV』を開設。
- 2002年1月 - 株式会社ドーガのビデオレーベル「QUTE」のビデオ販売を受託[7]。
- 2004年
  - 9月 - 『アイドルTV』がアイドルビデオメーカー『Air control』の公式サイトとしてリニューアル。
  - 11月 - Air controlのビデオ販売を受託[8]。
- 2006年5月 - 英知出版より『Bejean』や『ビデオボーイ』など計8誌の営業権を譲受[1]。
- 2007年4月 - 英知出版月刊雑誌8誌の発売元を株式会社ジーオーティーへ変更。
- 2010年9月 - 漫画雑誌『キャノプリcomic』創刊。
- 2011年9月 - 女性向け高収入求人を掲載したフリーペーパー「ラブコレ」創刊[9]。
- 2012年8月 - アダルトPCゲームを販売[10]。
- 2016年3月 - 出版社の株式会社ユーメイド [11]を吸収合併。
- 2017年12月 - 全年齢向けコミックサイト『COMIC MeDu』を開設[12]。
- 2018年6月 - 百合漫画作品専門レーベル「girls×garden COMICS」を創刊。
- 2018年8月 - 『月刊DMM』を『月刊FANZA』に誌名変更。
- 2020年8月 - デジタルボーイズラブマガジン「comic picn (こみっくぴくん)」を創刊。
- 2022年11月 - フューチャーコミックスの電子BLコミックレーベル『ボーイズファン』 『spicomi（スピコミ）』 と、オトメチカ出版の電子BLコミックレーベル 『NuPu（ヌプ）』の作品の紙単行本を発行していくレーベル「Bivy comic」を創刊。
- 2023年9月 - オトナ女子向けコミックレーベル『CITR COMICS』を創刊[13]。
- 2024年3月 - 書籍レーベル『GOT官能倶楽部「悦」』を刊行開始[14]

## 雑誌
以下の（丸括弧）は創刊年を示す。

### 現行雑誌
- 月刊FANZA（2000年- 毎月22日発売）[15] - DVD付きAV情報誌。編集は有限会社サイバーキッズ[16]。旧月刊DMM。
- comicアンスリウム（2013年- 毎月13日発売） - 月刊DMM増刊として創刊[17]。2016年4月発売号（Vol.37・2016年5月号）より独立創刊。
- COMIC E×E（2016年）- comicアンスリウム増刊として創刊[18]。創刊前の2016年4月発売のcomicアンスリウムVol.37(2016年5月号)には「COMIC E×E」のプレビュー小冊子が付録として添付されていた[19]。
- Comic G-Es（2022年）- 月刊FANZA増刊として創刊[20]。
- コミックグレープ（2013年）[21] - FANZA専売の萌え系デジタルコミック誌。
- コミックマグナム（2009年）[22] - FANZA専売のデジタルコミック誌。
- comic picn（2020年）- ボーイズラブマガジン（デジタルコミック誌）。
- Next Stars（2019年）- 2.5次元舞台と若手俳優応援マガジン[23]。Vol.1は月刊FANZAの増刊、Vol.2以降はムック。

### 休刊・廃刊雑誌
- DVDSAND（ディーブイディーサンド） - 2004年7月号をもって休刊[24]。
- 月刊DMM DVD - 2002年に増刊誌として刊行され2003年に独立創刊。2009年10・11月号をもって休刊[25]。後継誌は『TENGU』[26]。アダルトDVD情報誌。
- E*ONNA（イイオンナ） - 2003年に「DMMDVD増刊 E*ONNA（イオナ）」として創刊。2006年独立創刊し、2007年休刊。グラビアアイドル雑誌。
- あちゃmagazine - 2007年にDMMライブチャット公式マガジンとして刊行。3号で刊行終了。
- JL×10 - 2008年に刊行。5号で刊行終了。
- TENGU - 2009年12月号にて『月刊DMM DVD』からリニューアル創刊、2012年10月号をもって休刊[27]。
- COMACHI - 2008年に創刊。2009年に刊行終了[28]。S級AVアイドル完全網羅マガジン。
- BOIN - 2008年に創刊。2009年に刊行終了[29]。Fカップ以上限定巨乳雑誌。
- べっぴんDMM - Beppin Schoolの雑誌コードを再利用して2008年に創刊、2014年に休刊[30][31]。
- 素っぴんDMM - 2012年に創刊、2014年に休刊[32][33]。
- 特選ズバッと! - 2011年3月号にて『特選大報』として創刊、2014年11月号より『特選ズバッと!』に誌名変更、2013年12月号をもって休刊[34][35]。
- BJK - 2011年に刊行、全4回発行し年内に刊行終了[36]。
- キャノプリcomic - KISSUIの雑誌コードを再利用して2010年11月号にて創刊、2012年10月に同年12月・13年1月合併号をもって休刊[37][38][39]。後継誌は『comicアンスリウム』。コンビニ売りのアダルトコミック誌。
- メガベッピンSP（2009年） - 2009年に『メガベッピン』として創刊[40]、2014年11月号より現行誌名に変更。2015年に休刊[41]。
- 極選人妻BJ[42] - ズバ王の増刊誌として2012年創刊し、2013年刊行終了。
- 素っぴんストリート[42] - VIDEO BOYの増刊誌として2012年創刊し、2013年刊行終了。
- 生粋美人 - キャノプリcomicの雑誌コードを再利用して2012年12月に創刊。2013年9月休刊。
- F.C.TOKYO MAGAZINE BR TOKYO（2014年） - ユーメイドが発売していたFC東京の公認月刊誌。
- ELFy（2017年 - 2020年）- コスプレイヤーのファッション誌[43]。

#### 英知出版から移管された休刊・廃刊雑誌
- VIDEO BOY（ビデオボーイ） - 『ビデオボーイ』として1984年に創刊、2008年に『VIDEO BOY』へ誌名変更、2013年に休刊[44][45][46]。
- Bejean - 1995年1月に創刊[47]、2014年に休刊[48][49]。
- Beppin School - 1990年にBeppin9月号増刊『High school』として創刊。1992年の同年5月号より月刊誌として独立創刊、2008年7月発売の2008年8月号をもって休刊[50]。
- Suppin EVOLUTION (SP EVO) - 2000年に創刊、2007年に休刊[51]。
- Suppin EVOLUTION DVD (SP EVO DVD) - 2004年に創刊、2008年に刊行終了[52][53]。
- KISSUI - 2004年4月に創刊[47]、2010年に休刊。アダルトコミック掲載のグラビア誌。
- 実話大報 - 2004年10月に創刊[9]、2018年9月号をもって休刊[54][55]。グラビア＋実話誌。
- ズバ王 - 2002年に創刊[56]、2019年4月号をもって休刊[57]。グラビア＋実話誌。

#### 続刊停止したデジタルコミック誌
- コミックマグナムX（2012年-2021年）[58] - DMM.R18専売のデジタルコミック誌。

## コミック・画集レーベル
- MeDu COMICS - 2018年10月創刊。ジャンル不問の全年齢向け漫画レーベル。
- picn comics - 2020年創刊。BL漫画レーベル。
- Bivy comic - 2022年創刊。DMMグループのCLLENNのオリジナル電子BLコミックレーベル『ボーイズファン』『spicomi（スピコミ）』『NuPu（ヌプ）』『MooiComics（モーイコミックス）』作品の、紙単行本を発行していくレーベル[59]
- CITR COMICS - 2023年創刊。『柑橘系の香水のような、爽やかな香りにフワっと包まれる瞬間』をコンセプトに全ての女性に向けた少しオトナな恋愛や愛情をテーマにしたコミックスレーベル[60]
- NOiPA COMiCS - 2024年創刊。身”感覚フェチ向けコミックレーベル[61]

- GRAPHICTION BOOKS - 画集レーベル。
- GOTコミックス - 2016年創刊[62]。紙媒体の単行本レーベルである『マグナムコミック』『キャノプリCOMICS』の2レーベルを統合。
- FANZAコミックス - 2006年創刊[63]。DMM.R18専売の電子出版屋号。内部レーベルとして『FANZAエクスタシー』がある。旧名DMMコミックス。同名のレーベルとしてDMMグループのフューチャーコミックスが展開している「FANZA COMICS」がある[64]。
- picn mini - 2022年創刊[65]。オリジナルBL漫画の電子配信代行サービス。

### 過去に発行していた主なレーベル
- マグナムコミック - 2010年創刊[66]。『コミックマグナム』および『コミックマグナムX』の掲載作品を収録する単行本レーベル。
- キャノプリCOMICS - 2011年創刊[67]。『キャノプリcomic』、『comicアンスリウム』、『コミックグレープ』の掲載作品を収録する単行本レーベル。
- girls×garden comics - 2018年創刊。百合漫画作品専門レーベル[68]。

## Webメディア
- COMIC MeDu - ジャンル不問の全年齢向け無料コミックサイト
- デラべっぴんR（※要認証） - ちょっとHなニュースサイト
- デラべっぴんニュース - Deluxeなニュースサイト

## ジーオーティー漫画大賞
2016年よりジーオーティーが開催している未発表のオリジナル作品が対象の漫画賞。賞金は掲載権・単行本確定の咲き乱れ大賞が100万円、満開賞が50万円、開花賞が25万円、佳作のつぼみ賞が15万円、芽生え賞が5万円である。
|        | 開花賞                                  | つぼみ賞                                                           | 芽生え賞             |
| ------ | --------------------------------------- | ------------------------------------------------------------------ | -------------------- |
| 第1回  | ゆずしこ、黒雷                          | おのでら                                                           |                      |
| 第2回  | 白坂りお、軒下ネギヲ                    | 鏡、うつつ＊みのる、みな本                                         |                      |
| 第3回  | 箕山（みやま）                          | ひとつば                                                           |                      |
| 第4回  | Xin（シン）、白崎アロエ、文雅（ぶんが） | 真白しらこ、ShiBi（しび）、フラリ、IAPOC（いあぽっく）、栗餅ちづる |                      |
| 第5回  | ナポ、だいじ                            | 乙倉りんご、桃の缶詰                                               |                      |
| 第6回  | 吉野ホダカ、ねいさん、赤木リオ          | えむお、聖シロー、ここのえ蓬                                       |                      |
| 第9回  |                                         | 梅宮こう                                                           |                      |
| 第11回 | うこ                                    |                                                                    |                      |
| 第12回 | 豆六、鷹丸                              | アサオミ志群、しかばねかも                                         | めめにくしんぞう     |
| 第13回 | 千醇、メツブシ                          | おすしOG、NR                                                       | 梨比                 |
| 第14回 |                                         | 阿多溜ますか                                                       | 巻島マイザ           |
| 第15回 |                                         | mana、しゅわバチ、夕凪ショウ                                       |                      |
| 第16回 | 宇利ちんぐ                              | 深夜レエ、歩滝、ももかん                                           |                      |
| 第17回 | こんてつ                                | ちぃずオレ                                                         |                      |
| 第18回 | 鈴蘭ましろ、エコギ                      | マインスロア、まやまん、よただ                                     | シロパカ、岸かいせー |